# Área natural protegida Epu Lauquen
El área natural protegida Epu Lauquen se encuentra en cercanías de la localidad de Las Ovejas, en el departamento Minas, en el noroeste de la provincia del Neuquén, en el sector cordillerano de la Patagonia argentina.
Fue creada con el objeto de proteger una muestra representativa de bosques patagónicos, un conjunto lacustre de origen glaciar y su ecosistema.
Forma parte de las áreas importantes para la conservación de las aves (AICAs) de Argentina.

## Características generales
El área protegida fue establecida en el año 1973 mediante la ley provincial 784 con la denominación de «reserva turística forestal», sobre una superficie de 7450 ha con límites perfectamente definidos. En el instrumento de creación no se definen los objetivos del área protegida, pero se menciona específicamente la instrucción de desarrollo de un sector de vivero, de lo cual se infiere que la reserva estaba destinada inicialmente a la preservación y reproducción de flora nativa.
El área protegida se encuentra en torno a la posición 36°50′15″S 71°03′13″O / -36.83750, -71.05361, unos 40 km al noreste de la pequeña localidad Las Ovejas. Desde el punto de vista fitogeográfico corresponde a las ecorregiones bosques patagónicos y estepa patagónica.
En el plan de manejo aprobado en el año 2007 se indicó la necesidad de ampliar el área protegida a una superficie de más de 22 000 ha.
El conjunto lacustre incluye las lagunas Epulafquen Inferior, Epulafquen Superior, Las Chaquiras y Negra forma una cuenca exorreica de la que nace el río Nahueve, que más al sur desembocará en el río Neuquén.

## Flora
Se han identificado distintas tipologías vegetales, entre ellas bosques puros o mixtos de roble pellín (Nothofagus obliqua) y lenga (Nothofagus pumilio). Los matorrales de ñire (Nothofagus antarctica) y yaque (Retanilla patagonica), así como los arbustales de chilladora (Chuquiraga oppositifolia) y yaque (Colletia histrix) se encuentran alterados por su utilización como leña o alimento para el ganado. Las áreas de ambiente estepario están caracterizadas por pastizales de stipa y poa. En algunos sectores de grandes paredes pétreas aparecen ejemplares de las adaptadas bromelias (Puya alpestris). En las alturas superiores, prácticamente desaparece la cobertura vegetal y solo sobreviven aquellas especies adaptadas a climas rigurosos.

## Fauna
La fauna del área incluye mamíferos como piches (Zaedyus pichiy), pumas (Puma concolor), zorros (Lycalopex griseus), zorrinos (Conepatus humboldtii) y chinchillones (Lagidium viscacia).
La región presenta una gran variedad de especies de aves. Entre las de hábitat acuático se observaron ejemplares de macás grande (Podiceps major) y plateado (Podiceps occipitalis); biguá (Phalacrocorax brasilianus); bandurria austral (Theristicus melanopis); cisne cuello negro (Cygnus melancoryphus); cauquenes común (Chloephaga picta) y real (Chloephaga poliocephala); quetro volador (Tachyeres patachonicus) y variedad de patos, entre ellos el crestón (Lophonetta specularioides), el overo (Anas sibilatrix), el de anteojos (Speculanas specularis) y el barcino (Anas flavirostris).
Las especies de pájaros cantores están ampliamente representadas. Se ha registrado la presencia de fiofío silbón (Elaenia albiceps), sobrepuesto común (Lessonia rufa), pico de plata (Hymenops perspicillatus), diucón (Xolmis pyrope), huet huet común (Pteroptochos tarnii), huet huet castaño (Pteroptochos castaneus) y churrín andino (Scytalopus magellanicus), entre otros.

## Amenazas
Parte de los problemas de conservación que presenta el área protegida derivan del impacto causado por el sobrepastoreo, la alteración de la estructura vegetal por arreos de ganado, especialmente caprino, o la destrucción de especies vegetales de mayor porte para la extracción de leña. La presencia de un número importante de visitantes, especialmente en verano, puede resultar en impactos negativos al no estar completamente reguladas las actividades en la zona. Finalmente, la introducción de especies exóticas puede afectar el ecosistema en grados de difícil cuantificación.